# Kemiundervisning
Kemiundervisning eller kemi är en omfattande term som avser studiet av utbildning och lärandet av kemi i alla skolor, gymnasium, högskolor och universitet. Ämnesområden i kemiundervisning kan inkludera att förstå hur studenter lär sig kemi, hur man bäst lär ut kemi, och hur man kan förbättra inlärningsresultaten genom att förändra undervisningsmetoderna och passande träning av kemiinstruktörer, i många situationer, inkluderat klassrumsundervisning, demonstrationer, och laboratorieaktiviteter. Finns det ett konstant behov av att uppdatera kunskaperna hos lärare som är engagerade med att lära ut kemi, och kemiutbildning uttrycker detta behov.

## Kemiundervisning i Sverige
I Sverige undervisas kemi som ett eget ämne i högstadiet och på gymnasieskolans naturvetenskaps- och teknikprogram, och som en del av naturkunskap i gymnasiet. På naturvetenskapsprogrammet har man mellan Lpf 1994 och fram tills Gy 2011 läst de specifika kurserna Kemi A och i fall man valt inriktningen naturvetenskap även läst Kemi B. De olika kursbenämningarna har dock över tid i stort sett samma innehåll.